# Eulithis speciosa
Eulithis speciosa là một loài bướm đêm trong họ Geometridae.